# 宣徳帝
宣徳帝（せんとくてい）は、明の第5代皇帝。諱は瞻基（せんき）。廟号は宣宗。しかし、日本ではその在位中の元号から一般的に宣徳帝と称される。

## 生涯

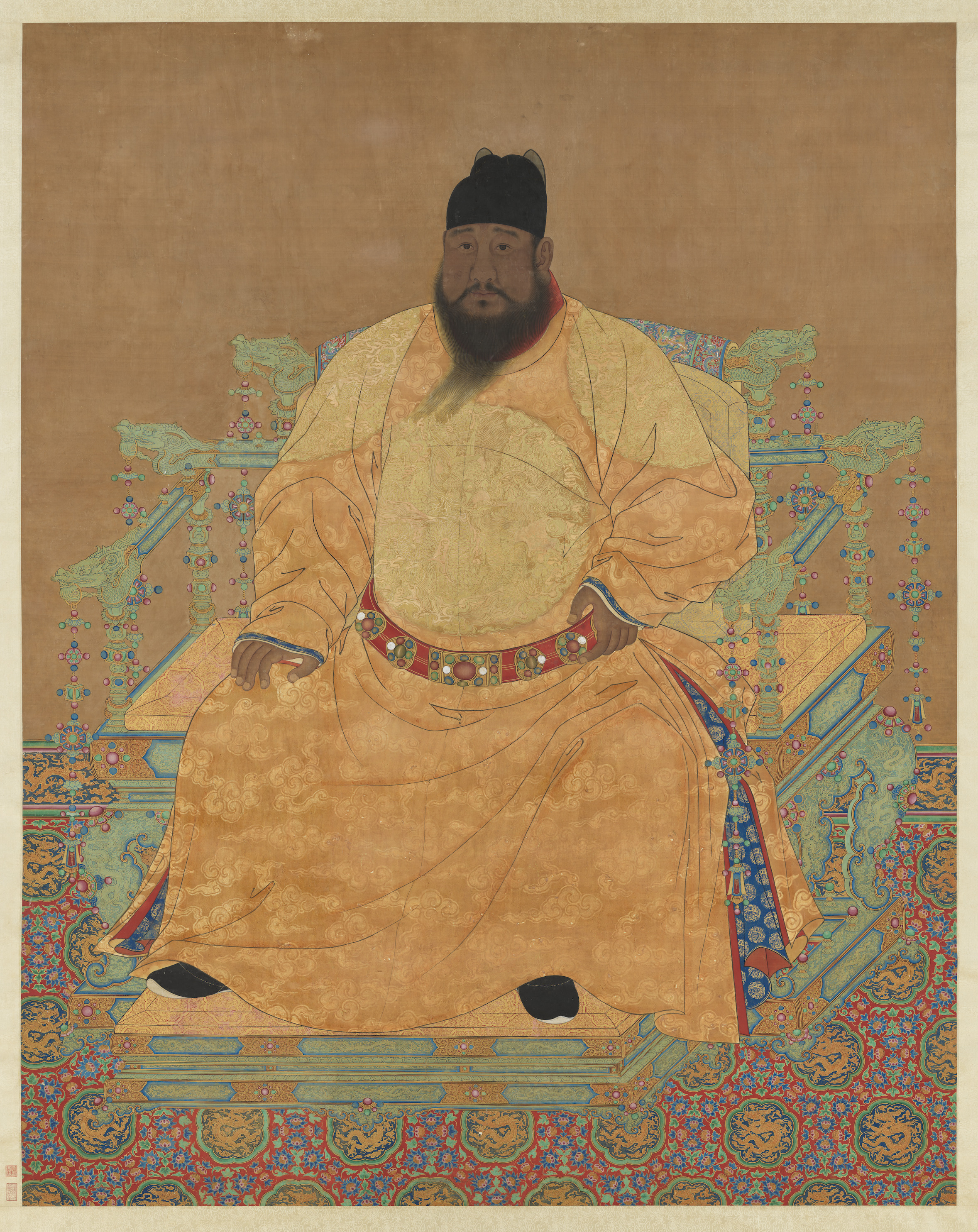
明宣宗朝服像

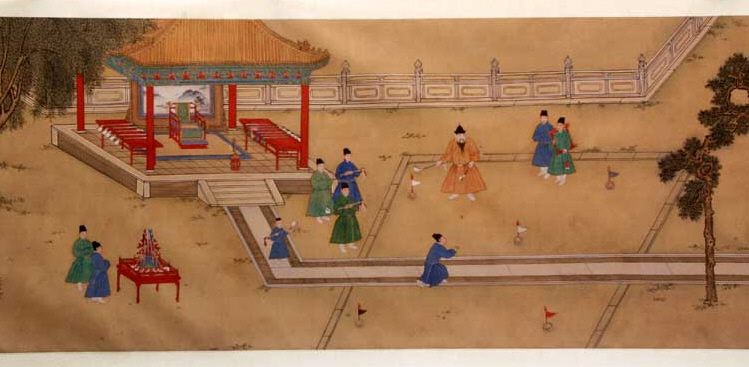
捶丸に興じる宣徳帝（商喜『明宣宗行楽図』より、北京故宮博物院蔵）

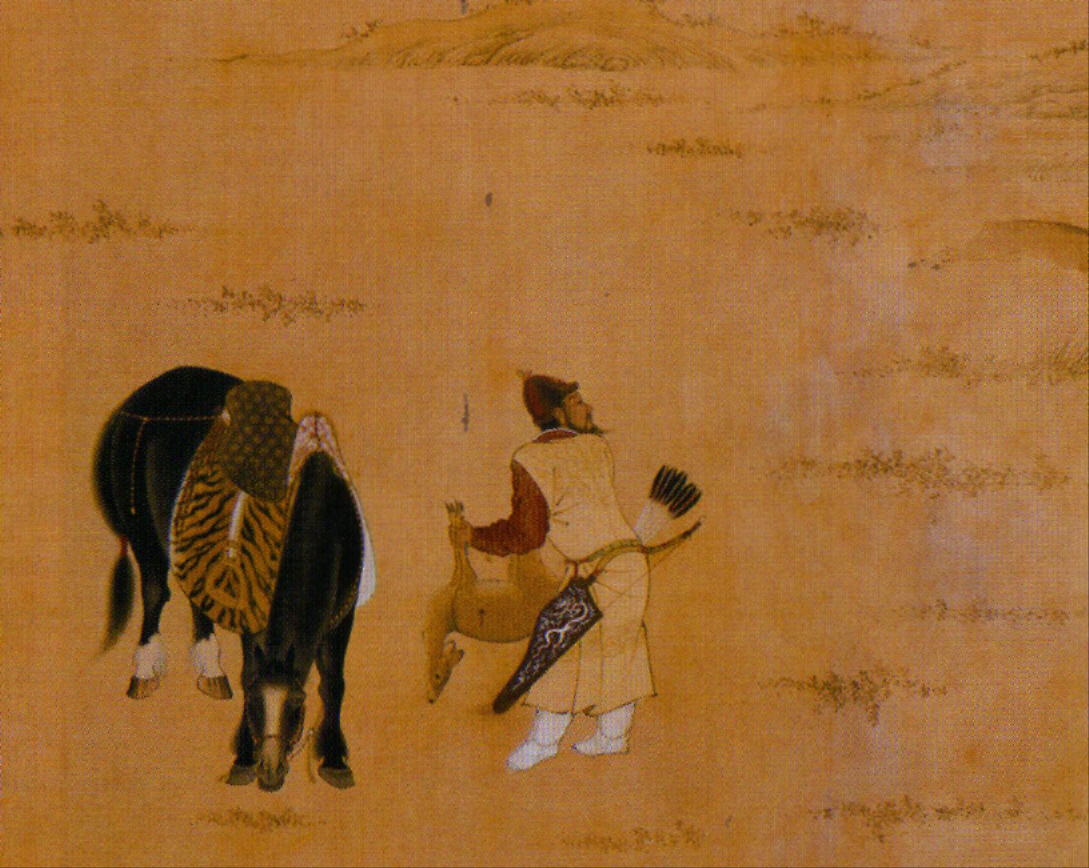
狩りをする宣徳帝

朱高熾（後の洪熙帝）の長男として生まれる。父の朱高熾は病弱であったため、祖父の永楽帝は廃太子を検討したこともあったが、朱瞻基が英明であったため廃太子を行わなかったと史書に記載されている。また永楽帝の親征にも随行して、祖父に対して助言を行っていた。
洪熙元年（1425年）、洪熙帝が在位わずか1年で崩御、朱瞻基が皇帝に即位することとなった（宣徳帝）。しかし即位に反対する叔父の漢王朱高煦による反乱が発生した。朱高煦は戦場では永楽帝譲りの才覚を発揮した人物で、一時は立太子を検討されたこともあったが、暴虐無礼であることを理由に見送られていた。
即位直後の青年皇帝に対する叔父の反乱は、建文帝を燕王朱棣（永楽帝）が簒奪した靖難の変を思い起こさせるものであった。燕王軍として靖難の変に参加し、漢王に封じられた朱高煦は、今度は自らが武力で皇帝の位を奪おうとしたのである。しかし、迅速で有効な対応ができなかった建文帝と異なり、宣徳帝は反乱に果断に対処し、臣下の親征上奏にも即座に応え、この反乱を鎮圧した。捕らえられた朱高煦は監禁されたが、後に宣徳帝と謁見した際、宣徳帝を蹴倒すという事件を起こしている。激怒した宣徳帝は朱高煦を巨大な銅壷の中に閉じ込め、周囲に炭火を積み上げて焼き殺した。宣徳帝の果断な行動は、祖父や曾祖父譲りの残虐性に裏打ちされていたと考えられている。
この漢王の反乱以降、宣徳帝は皇族たちへの監視体制を強化し、丞相も廃止して、皇帝の独裁体制を確立した。そのために宣徳帝は内閣大学士、中でも楊栄・楊士奇・楊溥の（三楊と称される）3人を重用している。また宦官の政治介入を未然に防止するために洪武帝が禁じた宦官の学問を許し、宦官を対象とした学問所である内書堂を設立した。さらに、皇帝の秘書である太監の権限を強化している。
独裁体制を確立した宣徳帝は内政に努め、また経営が困難となっていた不毛の満洲地区を放棄、また大越からの撤兵を決定した。その一方で鄭和による南方航海を再開している。これは版図の単純な縮小を意味するものではなく、永楽年間に膨張した領土を取捨選択して、国内の行政制度を整備することを目的とした政策と考えられている。
宣徳10年（1435年）に崩御。病弱であった父帝より10歳以上も早く世を去った。宣徳帝の治世は洪熙帝と並んで永楽帝以後の休養期にあたっており、仁宣の治と呼ばれている。これが明の全盛期であったという評価が、後世の史家たちの一般的な意見である。それを裏付けるように、磁器の品質においても、万暦年間より宣徳年間の物の評価が高い。
宣徳帝は芸術方面にも才能を発揮し、特に文人画に優れた作品を残している。しかし、絵を描く際には傍らに画家を控えさせており、自身が満足しない部分を即座に修正させていたとも伝えられる。
宣徳帝は安定した治世を創出したとして高く評価される一方、中央集権体制の確立のために宦官権力を強化させたことは、次代の正統帝の時期に朝政を混乱させる原因となり、その禍根は明末にまで影響することとなった。

## 宗室
- 正室：恭譲章皇后 胡善祥
  - 長女：順徳公主 - 石璟に降嫁した。
  - 次女：永清公主 - 早世
- 継室：孝恭章皇后孫氏
  - 三女：常徳公主 - 薛桓に降嫁した
  - 長男：英宗 朱祁鎮 - 第6代、第8代皇帝
- 側室：賢妃呉氏（孝翼皇后）
  - 次男：景泰帝 朱祁鈺 - 第7代皇帝
- 殉葬妃10人
  - 端静貴妃何氏、純静賢妃趙氏、貞順恵妃呉氏、荘静淑妃焦氏、荘順敬妃曹氏、貞恵順妃徐氏、恭定麗妃袁氏、貞静恭妃諸氏、恭順充妃李氏、粛僖成妃何氏
- 側室：国嬪 郭愛、恭慎夫人 韓桂蘭

## 作品

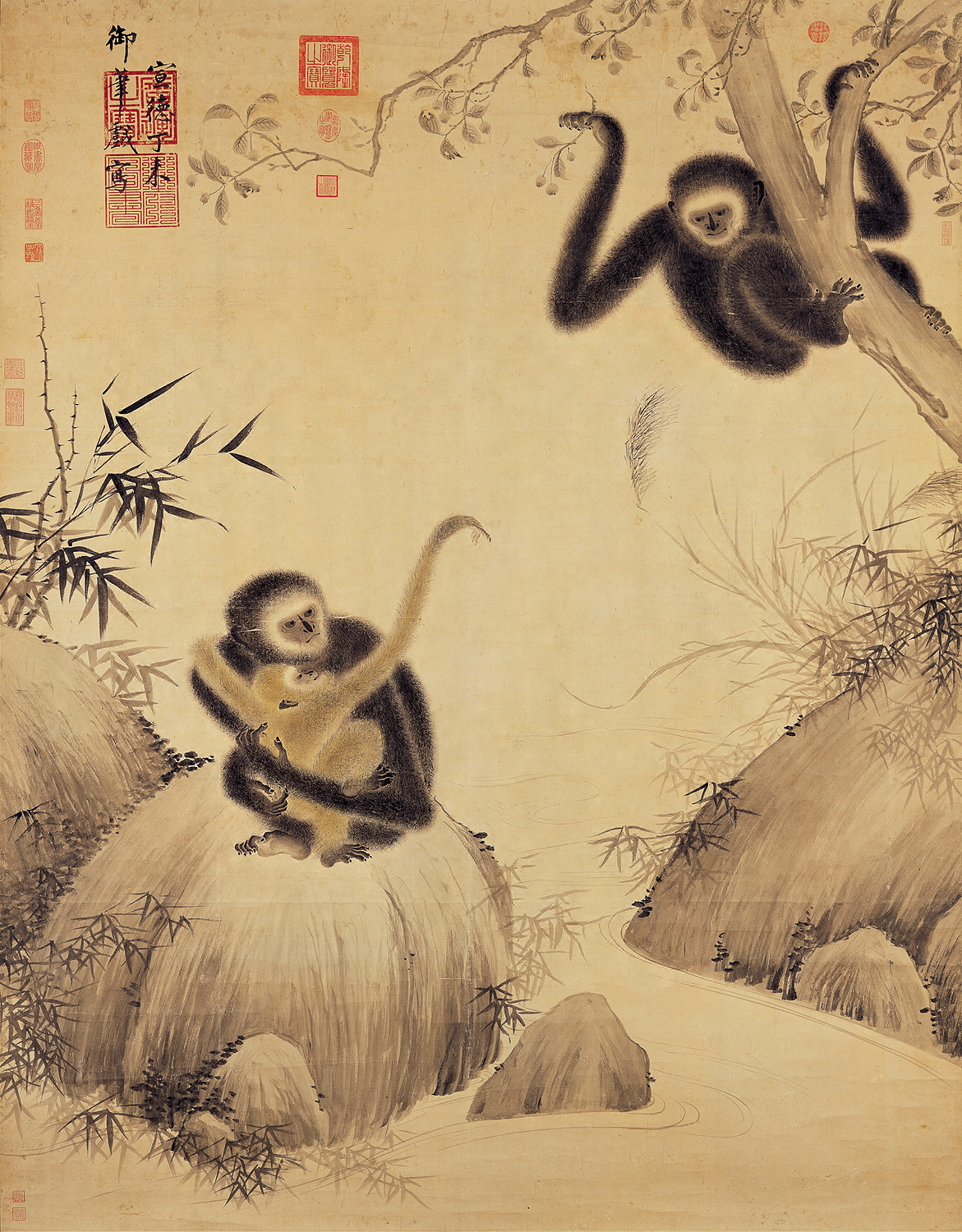
戯猿図（1427年、国立故宮博物院蔵）
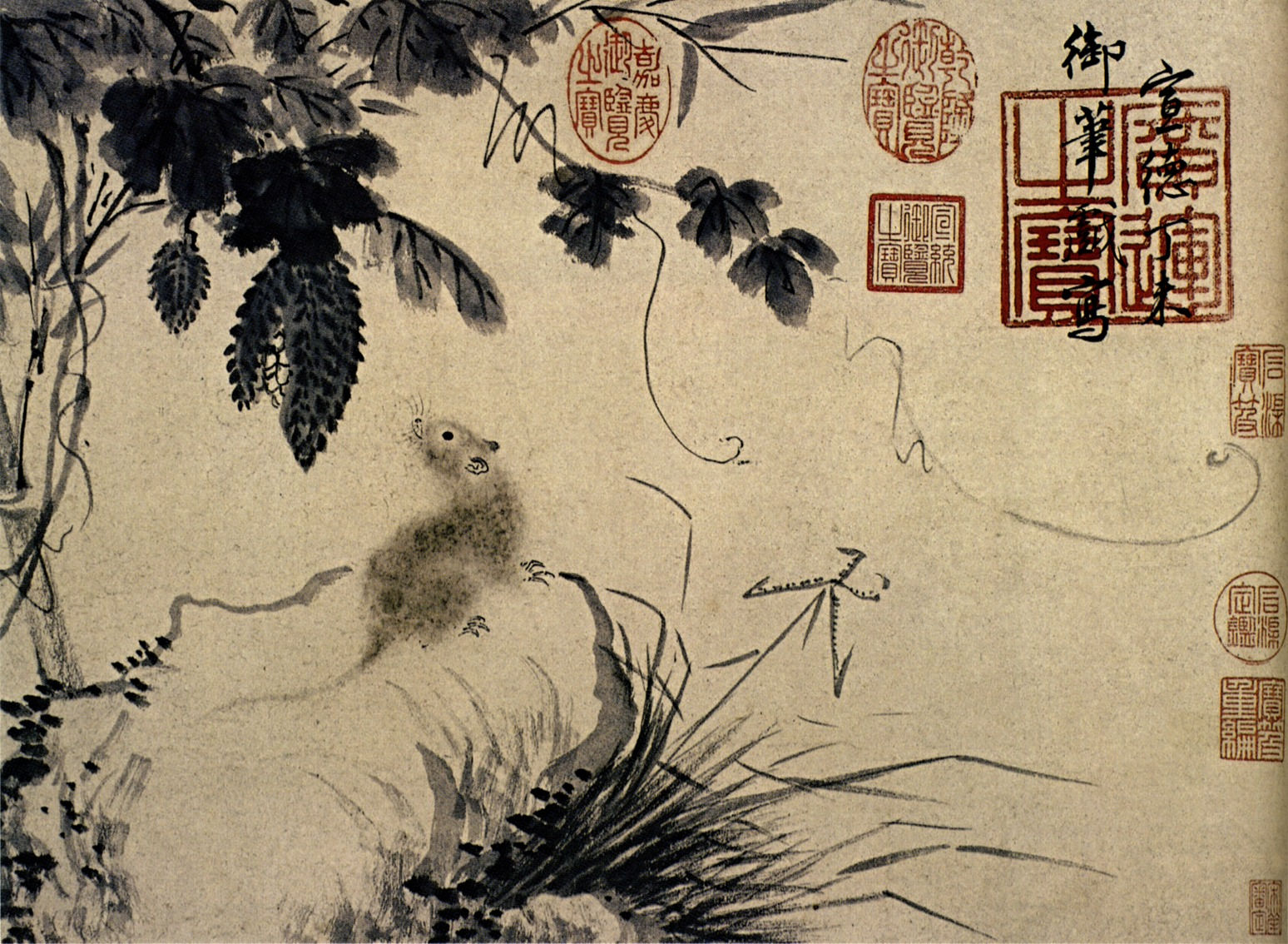
苦瓜鼠図（1427年、北京故宮博物院蔵）
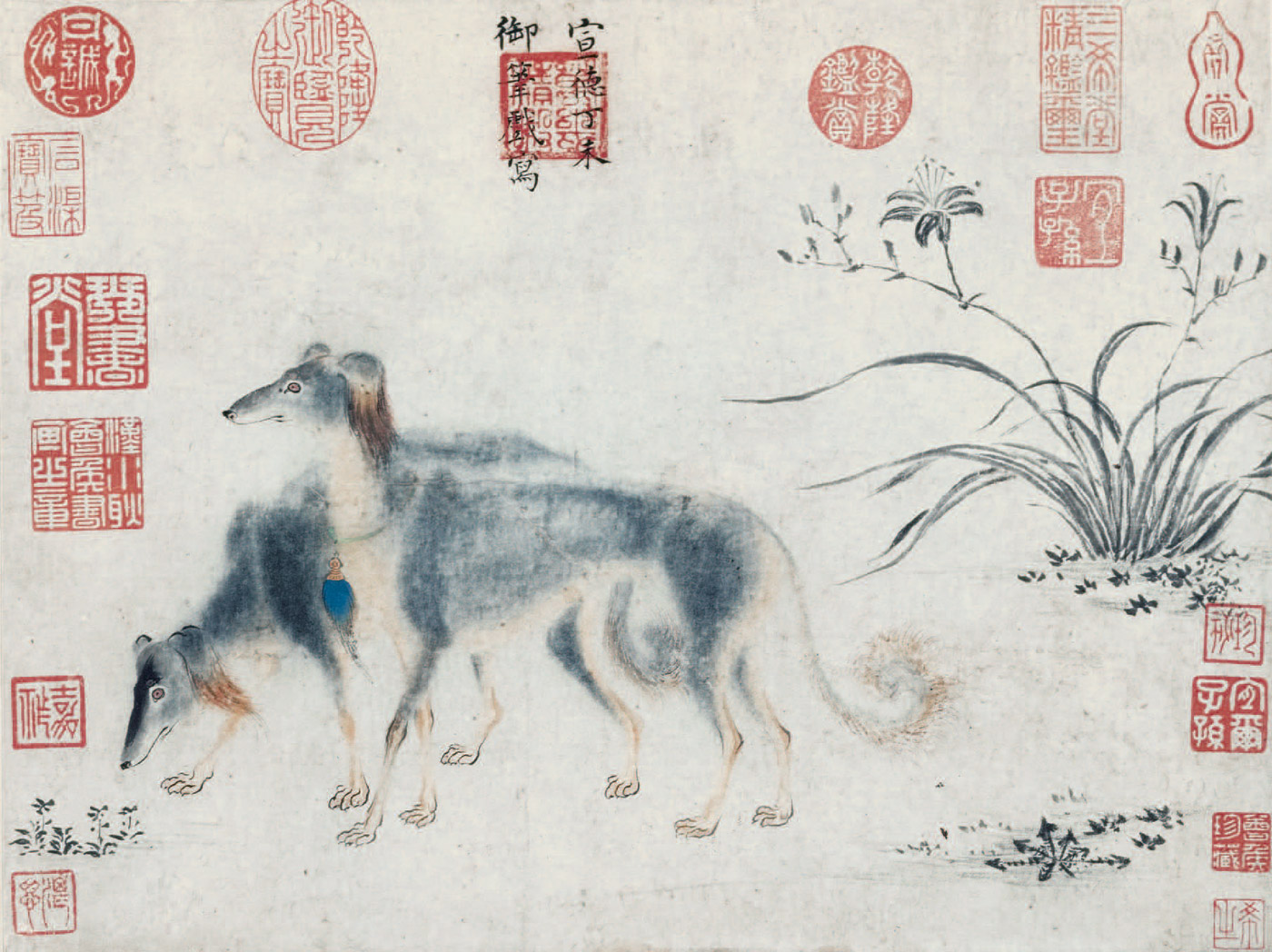
萱花双犬図（1427年、アーサー・M・サックラー・ギャラリー蔵）
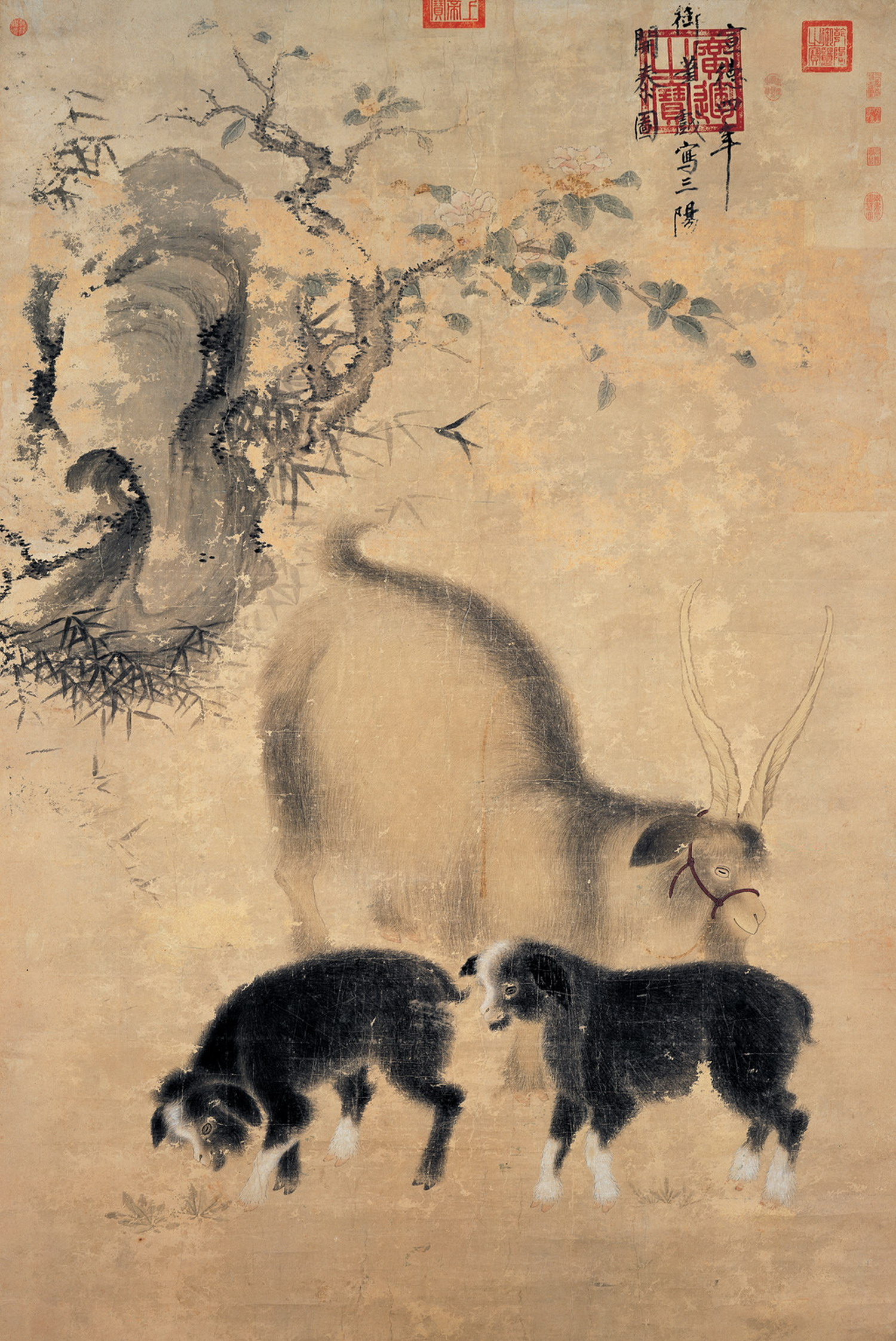
三陽開泰軸（1429年、国立故宮博物院蔵）
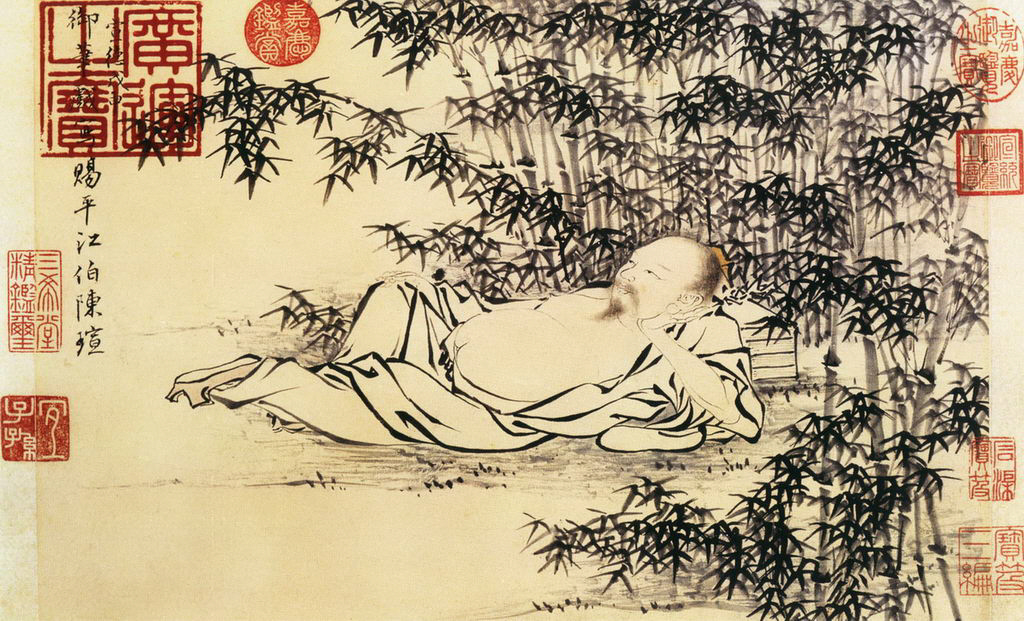
墨竹図（北京故宮博物院蔵）
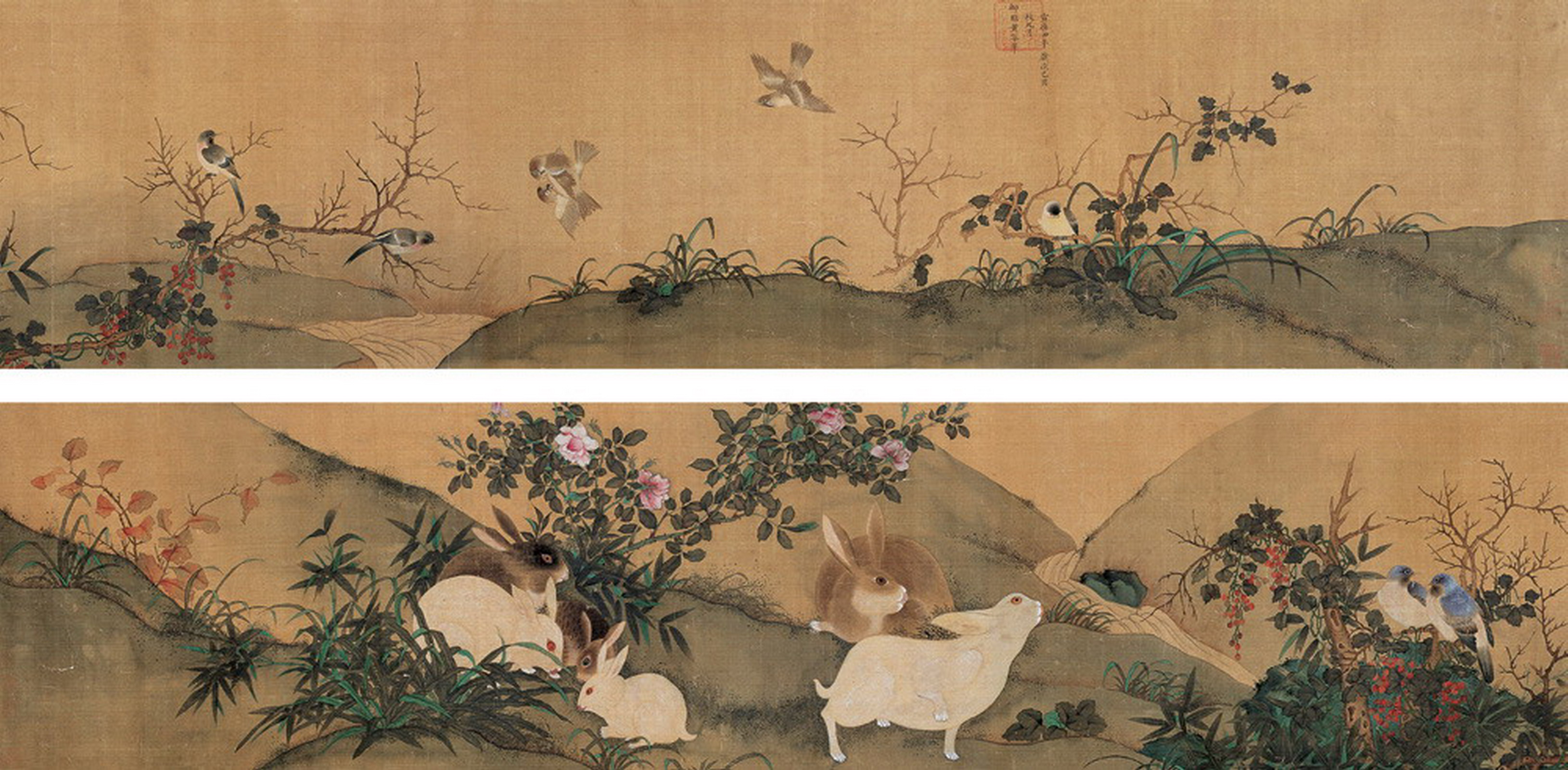
花鳥巻（国立故宮博物院蔵）

## 登場作品
- テレビドラマ
  - 永楽英雄伝（中国語版）（2004年・中国、演：陳龍（中国語版））
  - 大明皇妃 -Empress of the Ming-（2019年・中国、演：ジュー・ヤーウェン）
  - 永楽帝〜大明天下の輝き〜（2022年、中国、演：張世舉）
  - 尚食〜美味なる恋は紫禁城で〜（中国語版）（2022年、中国、演：シュー・カイ）
- 小説
  - 両京十五日（馬伯庸）